# Park Kiloński

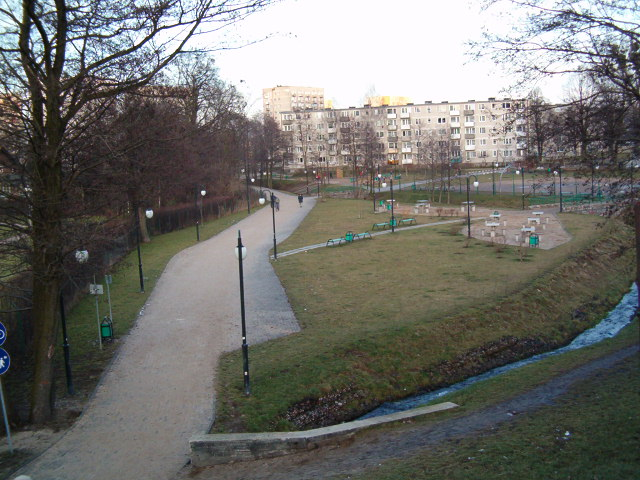
Park Kiloński od strony ulicy Morskiej

Park Kiloński – znajduje się Gdyni, w dzielnicy Chylonia. Zlokalizowany jest pomiędzy ulicami: Morską, Chylońską i Wiejską.

## Historia
W czasach, gdy dzielnica Chylonia była osobną wsią na miejscu Parku Kilońskiego istniał sporej wielkości staw Kriesela. W okresie lat 60., gdy Chylonia już należała do Gdyni tereny te zamieniły się w mokradła, z których wydobywał się mało przyjemny zapach. Pierwszym konkretnym głosem w sprawie zagospodarowania tych terenów było ukazanie się w 1976 roku artykułu w gazetach, w którym opisywano powstanie w najbliższym czasie parku sportowo-rekreacyjnego, co było podyktowane potrzebą tworzenia nowych parków i terenów zielonych pod cele rekreacyjne w rozwijającym się mieście.

## Budowa
Kolejny pomysł narodził się dopiero w 1996 roku, kiedy to rozpoczęła się współpraca z ogrodnikiem siostrzanego miasta – Kilonia, Ulrichem von Munchow, który przyczynił się do stworzenia planu zagospodarowania obecnego miejsca parku. W związku z dużym zaangażowaniem strony niemieckiej pojawiła się propozycja nadania nazwy wyżej wspomnianemu terenowi – Park Kiloński, co zostało dokonane uchwałą Rady Miasta w 1997 roku. Cała inwestycja była podzielona na dwa etapy, pierwszy ukończono w czerwcu 1999 roku, a następny w 2001 roku.

## Stan obecny
W chwili obecnej jest to zagospodarowany teren na obszarze 3,2 ha ziemi, gdzie zostało posadzonych wiele drzew i krzewów, zbudowano alejki do spacerowania ze ścieżkami rowerowymi, przy których ustawiono licznie ławki i kosze na śmieci, trzy boiska oraz kilka placów zabaw. Uregulowano także rzekę Chylonkę oraz zbudowano nad nim kilka mostów dla spacerujących, a rzeźbę terenu urozmaicono usypując wały ziemne.